# Parawixia monticola
Parawixia monticola là một loài nhện trong họ Araneidae.
Loài này thuộc chi Parawixia. Parawixia monticola được Eugen von Keyserling miêu tả năm 1892.